# Моделу
Моделу (рум. Modelu) — село у повіті Келераш в Румунії. Входить до складу комуни Моделу.
Село розташоване на відстані 105 км на схід від Бухареста, 4 км на схід від Келераші, 99 км на захід від Констанци, 145 км на південь від Галаца.

## Населення
За даними перепису населення 2002 року у селі проживали 7853 особи.
Національний склад населення села:
| Національність | Кількість осіб | Відсоток |
| -------------- | -------------- | -------- |
| румуни         | 7641           | 97,3%    |
| цигани         | 210            | 2,7%     |

Рідною мовою назвали:
| Мова      | Кількість осіб | Відсоток |
| --------- | -------------- | -------- |
| румунська | 7776           | 99,0%    |
| циганська | 76             | 1,0%     |